# Deutsches Esperanto-Institut
Das Deutsche Esperanto-Institut wurde am 9. Januar 1948 in der Nachfolge des 1936 aufgelösten Esperanto-Instituts für das Deutsche Reich in München gegründet. Es widmet sich der Sprachpflege auf der Grundlage des Fundamento de Esperanto und des von der Esperanto-Akademie überwachten Sprachgebrauchs sowie der Dokumentation. Es ist zuständig für das Esperanto-Prüfungswesen in Deutschland und die Deutsche Esperanto-Bibliothek.

## Geschichte

### Gründungsphase
Initiator und erster Direktor war der Präsident des am 21. April 1947 in München wiedergegründeten Deutschen Esperanto-Bundes Siegfried Ziegler (1902–1984). Ziegler war auch Lehrbeauftragter für Esperanto an der Ludwig-Maximilians-Universität und der Technischen Hochschule München. Das Bayerische Staatsministerium billigte die Satzung des Instituts und übernahm es etatmäßig als Esperanto-Institut der Universität München.
Wichtige Aufgaben bestanden darin, interessierten Studenten Kenntnisse über das Esperanto zu vermitteln, Prüfungen abzuhalten und Diplome darüber auszustellen.
Als Ziegler 1953 alle Ämter niederlegte und keinen Nachfolger für das Lehramt an der Universität hatte, löste sich auch die Bindung des Instituts an die Universität.
Der Oberamtsrat Hans Koch, seit 1952 Vorsitzender des Direktoriums, führte die laufenden Geschäfte. Die Überwachung der Prüfungen wurde fortgeführt. Von 1948 bis 1963 legten 362 Personen 70 Prüfungen in 25 Städten ab.

### Reorganisation des Instituts
1967 ging der neu gewählte Präsident des Deutschen Esperanto-Bundes (DEB) Werner Bormann, Ökonom und Lehrbeauftragter für Esperanto an der Universität Hamburg, an die Reorganisation des Deutschen Esperanto-Instituts (DEI).
Die DEB-Bundesversammlung beschloss während des 45. Deutschen Esperanto-Kongresses am 13. Mai 1967 in Hamburg, das DEI als Sonderausschuss nach Paragraf 25 der Bundessatzung zu gründen. Es wurde ein neues Kuratorium gebildet, in dem 20 Mitglieder alle deutschen Esperanto-Organisationen vertraten. Vorsitzender wurde der Diplomhandelslehrer Peter Kröger aus Soltau. Als Fachleiter wurden Adolf Burkhardt (Bibliothek), Michael Vorbeck (Prüfungen), Heinrich Müller (Schulen), Werner Bormann (Wissenschaft), Uwe Joachim Moritz (Universitäten) und Ludwig Pickel (Allgemeines) berufen.
Adolf Burkhardt holte die ab 1948 neu aufgebaute Bibliothek aus dem Keller eines Gymnasiums in München, wo sie seit 1953 in Kisten aufbewahrt wurde, in sein Pfarrhaus nach Gechingen und machte sich an die Katalogisierung. 1972 wanderte die Bibliothek mit ihm in das Pfarrhaus nach Blissingen. 1988 unterzeichneten das DEI und die Stadt Aalen einen Vertrag, nach dem die Deutsche Esperanto-Bibliothek Eigentum des DEI bleibt und als Dauerleihgabe nach Aalen geht, wo sie in der Stadtbibliothek zugänglich ist. Geschäftsführer Karl-Heimz Schaeffer und Bibliotheksdirektor Utho Maier sind dafür zuständig.
Seit 1972 leitete Gerald Tucker das Prüfungswesen. Hier ging es darum, die Esperanto-Prüfungsbedingungen jeweils den aktuellen Standards an Schulen und Universitäten anzupassen. Seit 1981 werden neben den zweisprachigen Prüfungen auch einsprachige Prüfungen nur in Esperanto abgenommen, weil häufiger Kandidaten nicht-deutscher Muttersprache an Prüfungen des Instituts teilnehmen.

### Umstrukturierung des Instituts ab 1991
1990 beschloss die DEB-Bundesversammlung eine veränderte Struktur des DEI. Das Kuratorium wurde abgeschafft. Das DEI besteht seitdem nur noch aus dem in der Satzung des DEB vorgesehenen Ständigen Ausschuss mit den Fachleitern.
1991 wurde der Romanist und Sprachwissenschaftler Martin Haase, seit 2001 Professor an der Universität Bremen später Universität Bamberg, Institutsdirektor. Ulrich Görtz wurde Fachleiter für Manuskriptkontrolle. Das Institut gab etliche Schriften heraus. Es baute die Zusammenarbeit mit der Gesellschaft für Interlinguistik und dem Verband Deutscher Esperanto-Lehrer aus.

## Projekte
Im Jahr 2023 gab es eine Veränderung an der Spitze des Instituts. Martin Haase wurde neuer DEB-Präsident. Das Amt des Institutsdirektors übernahm der Diplomat Ulrich Brandenburg.
Sprachprüfungen nach dem Gemeinsamen Europäischen Referenzrahmen werden regelmäßig beim Deutschen Esperanto-Zentrum in Herzberg am Harz sowie im Rahmen von Kongressen und anderen Treffen durchgeführt. Dem Institut können vor der Publikation Manuskripte zur sprachlichen Kontrolle vorgelegt werden. Das DEI sichtet Im Auftrag des Deutschen Esperanto-Bundes zur Archivierung vorgesehene Akten und koordiniert ihre Abgabe an das Bundesarchiv in Koblenz.

## Direktoren
- Siegfried Ziegler 1948–1953
- Theodor Schwab 1953–1956
- Franz Hörhammer 1956–1962
- Michael Vorbeck 1962–1967
- Werner Bormann 1967–1991
- Ulrich Brandenburg 1991–2023
- Martin Haase seit 2023

## Publikationen
- 1956: Anleitung für die Arbeitsweise der Prüfungskommissionen
- 1959: Die Prüfungen des Deutschen Esperanto-Instituts
- 1974: Die Einigung Europas und ihr Sprachenproblem
- 1977: Deutsches Esperanto-Institut – Aufbau, Entwicklung, Leistungen
- 1981: Esperanto in Theorie und Praxis
- 1994: Esperanto-Dokumente 1 Funktion und Kultur der internationalen Sprache Esperanto (Autor: Werner Bormann)
- 1995: Esperanto-Dokumente 2 Beiträge in Esperanto über Esperanto und Sprachwissenschaft sowie Fachwörter in Esperanto (Autoren: Detlev und Wera Blanke)
- 1995: Esperanto-Dokumente 3 Beiträge in Esperanto zum Thema Esperanto in Tourismus, Handel und Ökonomie (Autoren: Rainer Heckhausen, Werner Bormann, Marco Picasso und Franz Josef Braun)
- 1997: Esperanto-Dokumente 4 Europa spricht mit 100 Zungen. Zur Problematik ethnischer Minderheiten (Autor: Uwe-Joachim Moritz)
- 2000: Esperanto-Dokumente 5 Beiträge zur Geschichte der deutschen Esperanto-Bewegung (Autoren: Hans-Burkhard Dietterle, Ulrich Lins, Detlev Blanke)
- 2001: Esperanto-Dokumente 6 Allen Sprachen eine Zukunft – für kulturelle Vielfalt und gleichberechtigte Verständigung in Europa (Autor: László Gados)
- 2003: Esperanto-Dokumente 7 Interlinguistik und Esperantologie: Wege zur Fachliteratur (Autor: Detlev Blanke)
- 2013: Esperanto-Dokumente 8 Sonnenberger Leitsätze zur europäischen Sprachenpolitik (Autoren: Felix Zesch, Rudolf-Josef Fischer)
- 2025: Esperanto-Dokumente 9 100 DEUTSCHE ESPERANTO-KONGRESSE 1906–2023. Ereignisse – Personen – Diskussionen – Entscheidungen (Autor: Fritz Wollenberg)